# إقليم بولاما
إقليم بولاما (بالبرتغالية: Bolama‏) هو أقليم في غينيا بيساو، يقع في South, Guinea-Bissau ‏، عاصمته بولاما، تبلغ مساحته 2,624.4 كيلومتر مربع.

## الموقع

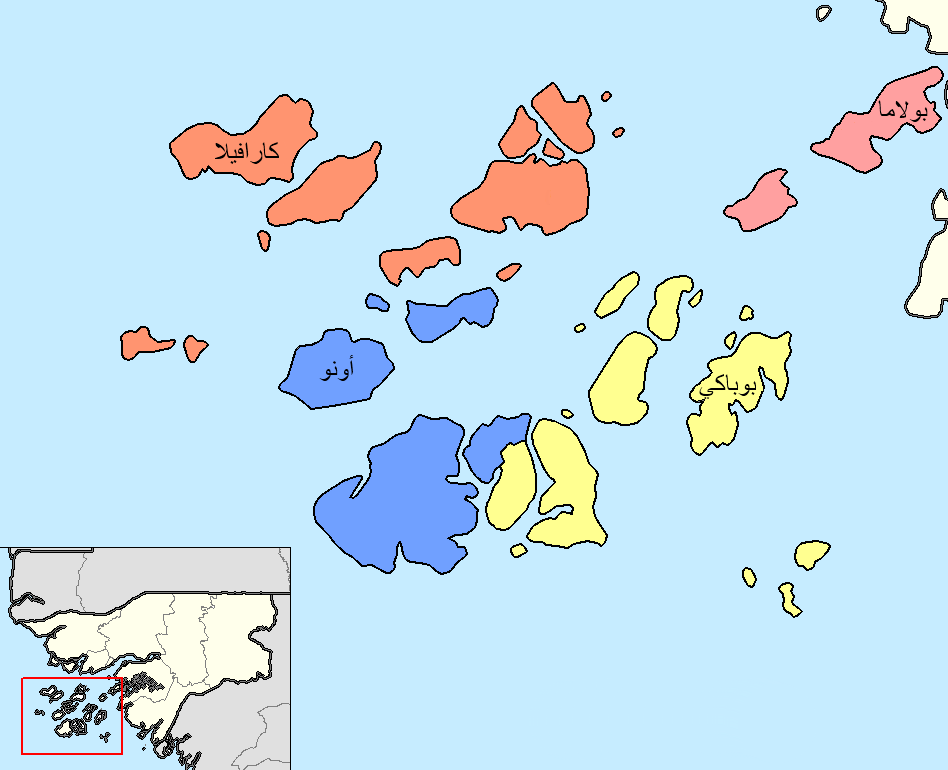
خريطة قطاعات لإقليم بولاما في غينيا بيساو.

يشترك في الحدود مع:
- إقليم كوينارا.